# 四个一样
四个一样，于1963年由李天照井组首创，得到周恩來总理的高度赞扬，并与“三老四严”一同写入当年颁布的《中华人民共和国石油工业部工作条例（草例）》，作为工作作风的主要内容颁发。 
1. 黑天和白天一个样
2. 坏天气和好天气一个样
3. 领导不在场和领导在场一个样
4. 没有人检查和有人检查一个样